# Афанду
Афа́нду (греч. Αφάντου), также Афа́ндос — город в Греции, на восточном побережье острова Родос, одного из островов Додеканес в юго-восточной части Эгейского моря. Расположен на высоте 39 м над уровнем моря, на берегу одноимённой бухты, в 19 км к югу от города Родос. Административно относится к общине Родос в периферийной единице Родос в периферии Южные Эгейские острова. Население 6072 человека по переписи 2011 года.
В Афанду находится большое поле для гольфа и магазин товаров для гольфа.
Название означает «невидимый» (др.-греч. ἄφαντος), потому что Афанду не видно с моря.

## Сообщество
Сообщество Афанду (Κοινότητα Αφάντου) создано в 1948 году (ΦΕΚ 248Α). В 1994 году (ΦΕΚ 252Α) создана община Афанду (Δήμος Αφάντου). В 2010 году (ΦΕΚ 87Α) по программе «Калликратис» община Афанду упразднена и сообщество присоединено к общине Родос. В сообщество входит деревня Колимбия. Население 6329 человек по переписи 2011 года. Площадь 28,475 квадратных километров.
| Населённый пункт | Население (2011), человек |
| ---------------- | ------------------------- |
| Афанду           | 6072                      |
| Колимбия         | 257                       |

## Население
| Год  | Население, человек |
| ---- | ------------------ |
| 1991 | 5157               |
| 2001 | 5474               |
| 2011 | ↗ 6072             |